# Ервін Крістоферсен
Ервін Крістоферсен (нім. Erwin Christophersen; 13 квітня 1915, Зондербург — 4 травня 1945, Балтійське море) — німецький офіцер-підводник, капітан-лейтенант крігсмаріне. Кавалер Німецького хреста в золоті.

## Біографія
В 1935 році вступив на флот, служив в авіації. В грудні 1940 року перейшов у підводний флот. Протягом року був 1-м вахтовим офіцером підводного човна U-753. В 1942 році пройшов курс командира човна. З 12 вересня 1942 по серпень 1944 року — командир U-228, на якому здійснив 5 походів (разом 224 дні в морі), з 27 січня 1945 року — U-3028. 3 травня Крістоферсен наказав затопити човен. Того ж дня він перебував на борту U-2503 в якості пасажира, коли ракета британського винищувача Bristol Beaufighter влучила в бойову рубку човна. Наступного дня Крістоферсен помер від отриманих поранень.

## Звання
- Морський кадет (25 вересня 1935)
- Фенріх-цур-зее (1 травня 1937)
- Оберфенріх-цур-зее (1 липня 1938)
- Лейтенант-цур-зее (1 жовтня 1938)
- Оберлейтенант-цур-зее (1 жовтня 1940)
- Капітан-лейтенант (1 вересня 1943)

## Нагороди
- Медаль «За вислугу років у Вермахті» 4-го класу (4 роки)
- Залізний хрест
  - 2-го класу (1940)
  - 1-го класу (1942)
- Нагрудний знак підводника (27 березня 1942)
- Німецький хрест в золоті (11 липня 1944)